# سیارک ۱۳۱۴۰
سیارک ۱۳۱۴۰ (به انگلیسی: 13140 Shinchukai، نامگذاری:1994VW2) سیزده هزار و صد و چهلمین سیارک کشف شده‌است که در ۴ نوامبر ۱۹۹۴ کشف شد.
قدر مطلق سیارک برابر ۲۲.۴ است.